# Ulocladium lanuginosum
Ulocladium lanuginosum är en svampart som först beskrevs av Harz, och fick sitt nu gällande namn av E.G. Simmons 1967. Ulocladium lanuginosum ingår i släktet Ulocladium och familjen Pleosporaceae.   Inga underarter finns listade i Catalogue of Life.